# 巴塞爾當代藝術博物館
巴塞爾當代藝術博物館（德語：Museum für Gegenwartskunst）是位於瑞士巴塞爾的一座博物館。巴塞爾當代藝術博物館的建築物也是瑞士的文化遺產。巴塞爾當代藝術博物館除了傳統形式的美術品之外，也收藏影像美術品。

## 外部連結

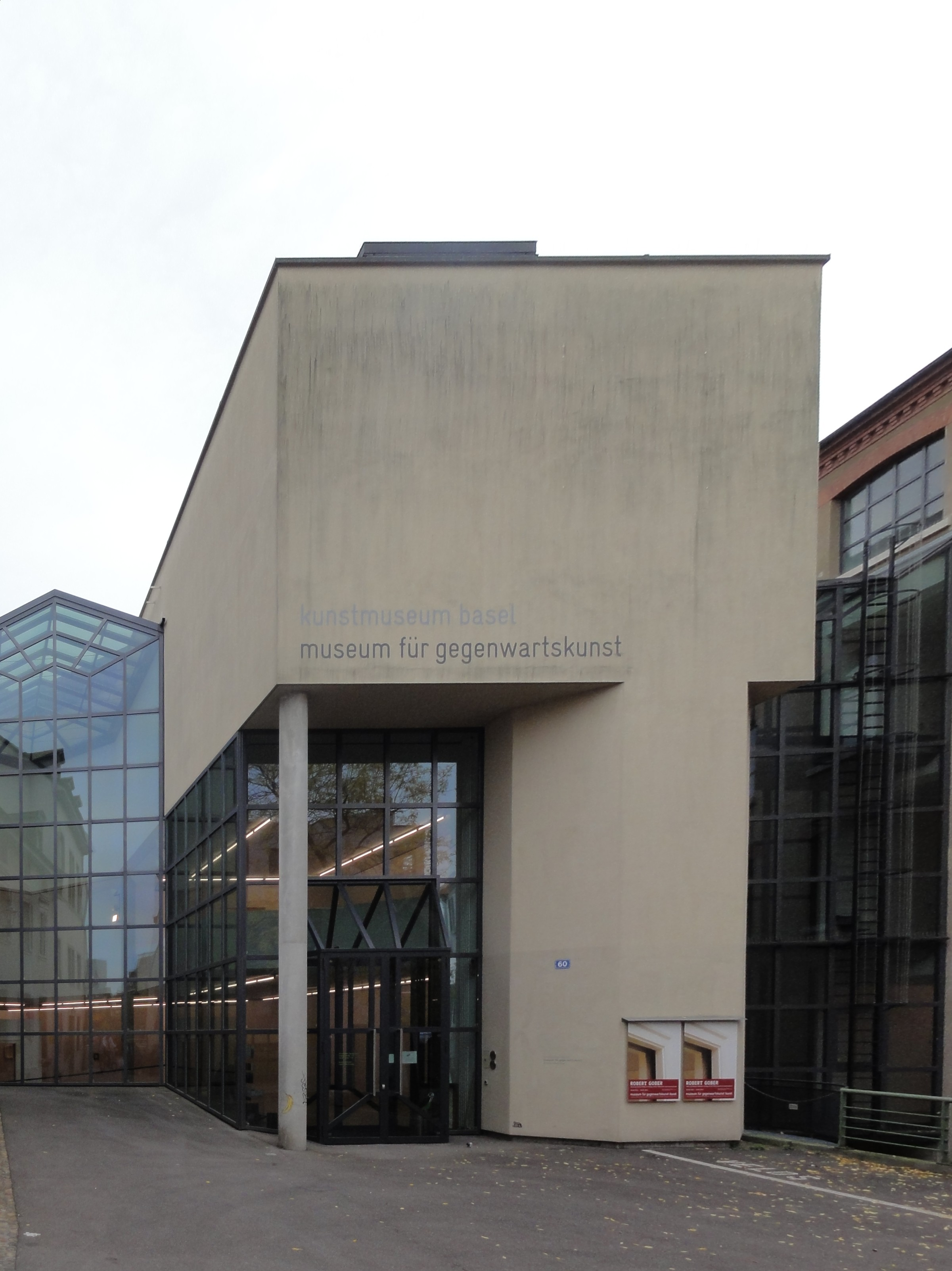
这是欧洲第一个专门致力于20世纪后期创作的艺术作品的公共博物馆。

- Museum für Gegenwartskunst website
- Basel museums website （页面存档备份，存于）

47°33′26″N 7°35′27″E / 47.55722°N 7.59083°E